# Orthocladius lunzensis
Orthocladius lunzensis är en tvåvingeart som beskrevs av Dettinger-klemm 2001. Orthocladius lunzensis ingår i släktet Orthocladius och familjen fjädermyggor.
Artens utbredningsområde är Österrike. Inga underarter finns listade i Catalogue of Life.